# Malabárské pobřeží
Malabárské pobřeží

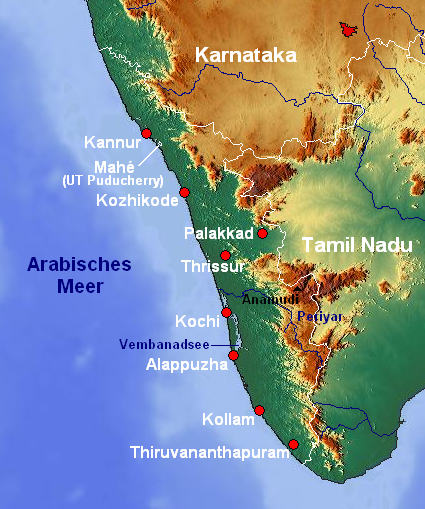
Mapa Malabárského pobřeží

je dlouhý úsek v jižní části západního pobřeží Indického poloostrova. Jméno pochází od historického regionu Malabár, pásu území mezi Arabským mořem a hřebenem pohoří Západní Ghát. V moderní Indii se Malabárské pobřeží nachází na území svazových států Kérala a Karnátaka. Tato oblast má největší úhrn srážek v celé Indii, neboť Západní Ghát zachycuje oblačnost přinášenou jihozápadním monzunem. Tento region byl od starověku orientován na zámořský obchod a v jeho kosmopolitních přístavních městech se ve středověku usadily jedny z nejstarších komunit židů, křesťanů a muslimů v Indii. (Jde o tak zvané kočínské židy, muslimy zvané mappila a syrské ortodoxní křesťany, odvozující své počátky od působení apoštola Tomáše.) Jméno se zaužívalo až po příchodu Evropanů. Jeho původ bývá odvozován od malajálamského mala (hora) a varam (úbočí).
Na pobřeží leží i Kuttanad, území (říční delta) s nejnižší nadmořskou výškou v Indii, udává se obvykle -2, 7 m (tedy pod hladinou moře).